# Иноятов, Улугбек Ильясович
Улугбек Ильясович Иноятов (узб. Ulug‘bek Ilyasovich Inoyatov; род. 1962, Ташкент) — министр народного образования Республики Узбекистан с 8 февраля 2013 по 20 июня 2018 года. Член Кабинета Министров Республики Узбекистан с 2013 года. Является профессором и кандидатом педагогических наук.

## Биография
Родился в 1962 году в городе Ташкент. В 1985 году окончил Ташкентский политехнический институт по специальности инженер, в 1998 году — Ташкентский финансовый институт.

## Карьера
- В 1985—1989 годах — ассистент в Ташкентском политехническом институте.
- В 1989—1993 годах — аспирант в Ташкентском политехническом институте.
- В 1993—1999 годах — заместитель декана факультета «Экономика» при Ташкентском архитектурно-строительном институте, декан этого факультета, доцент кафедры «Экономика и менеджмент» при Ташкентском архитектурно-строительном институте.
- В 1999—2003 годах — директор Ташкентского финансово-экономического колледжа, профессор кафедры «Экономика и Менеджмент» при Ташкентском архитектурно-строительном институте.
- В 2003—2006 годах — государственный советник Президента Республики Узбекистан по вопросам науки, образования и культуры, главный консультант Национальной программы по подготовке кадров Республики Узбекистан.
- В 2006—2011 годах — директор Ташкентского финансово-экономического колледжа.
- В 2011—2013 годах — ректор Ташкентского государственного педагогического университета.
- С 8 февраля 2013[4] по 20 июня 2018 года — министр народного образования Республики Узбекистан.
- С июня 2018[5] по июнь 2019 года[6] — ректор Наманганского государственного университета.
- С 1 июня 2019 года — председатель Центрального совета Народно-демократической партии Узбекистана[7].